# Rüdiger Reyels
Rüdiger Reyels (* 29. Juli 1941 in Salzburg) ist ein ehemaliger deutscher Diplomat, der unter anderem Botschafter in Teheran (Iran) sowie Ständiger Vertreter bei der NATO war.

## Leben
Nach dem Schulbesuch studierte Reyels von 1964 bis 1969 Rechtswissenschaft an der Freien Universität Berlin, der Universität Lausanne sowie der Universität Genf und legte 1969 das Erste Staatsexamen ab. Nach dem anschließenden Vorbereitungsdienst und dem Zweiten Staatsexamen und der Promotion zum Doktor der Rechte 1973 an der Johann-Wolfgang-Goethe-Universität Frankfurt am Main mit einer Dissertation zum Thema Deliktssachverhalte mit Auslandsberührung im französischen internationalen Privatrecht trat er 1973 in den diplomatischen Dienst ein und war zunächst bis 1976 im Auswärtigen Amt in Bonn tätig.
Anschließend fand er Verwendung an der Botschaft in Israel und dann von 1979 bis 1983 erneut im Auswärtigen Amt, ehe er zwischen 1983 und 1986 an der Ständigen Vertretung bei der NATO in Brüssel tätig war. Im Anschluss kehrte er wieder ins Auswärtige Amt zurück und war danach von 1990 bis 1993 Botschafter in Sambia.
Danach war er als Beauftragter für das Personalwesen wieder im Auswärtigen Amt tätig und übernahm dann zwischen 1998 und 2000 das Amt des stellvertretenden Beauftragten der Bundesregierung für Fragen der Abrüstung und Rüstungskontrolle. Daraufhin war er von 2000 bis 2003 Botschafter im Iran.
Zuletzt war Dr. Reyels zwischen 2003 und seiner Versetzung in den Ruhestand 2006 Ständiger Vertreter bei der NATO in Brüssel.
Zurzeit ist er Programmdirektor International Diplomats Programme (IDP) im Team der Internationalen Diplomatenausbildung an der Akademie Auswärtiger Dienst.